# دیمون گالگوت
دیمون گالگوت (انگلیسی: Damon Galgut؛ زادهٔ ۱۲ نوامبر ۱۹۶۳) رمان‌نویس و نمایشنامه‌نویس اهل آفریقای جنوبی است که در پرتوریا متولد شده است. پدر او یهودی بود و مادرش نیز به یهودیت گروید. وی در سال ۲۰۲۱ برندهٔ جایزه ادبی من بوکر برای رمان عهد شده‌است.